# Thelypteris neotropica
Thelypteris neotropica är en kärrbräkenväxtart som beskrevs av L. D. Gómez. Thelypteris neotropica ingår i släktet Thelypteris och familjen Thelypteridaceae. Inga underarter finns listade.